# Auerodendron pauciflorum
Auerodendron pauciflorum ist eine vom Aussterben bedrohte Pflanzenart aus der Gattung Auerodendron innerhalb der Familie der Kreuzdorngewächse. Sie ist endemisch auf Puerto Rico.

## Beschreibung
Auerodendron pauciflorum ist ein Strauch, der eine Wuchshöhe von  5 Metern erreicht. Die Blattstiele sind 2 bis 2,5 Zentimeter lang. Die Blattspreite ist eiförmig oder elliptisch eiförmig. Die pergamentartigen, glatten, netzähnlich geäderten Laubblätter sind 15 Zentimeter lang und 3,5 bis 6 Zentimeter breit. Am Apex sind sie gerundet,  kurz gespitzt oder spitzbuckelig. An der Basis  sind sie gerundet oder gestutzt und häufig unsymmetrisch. Die zwei bis drei Blüten sind achselständig angeordnet. Die Blütenstandsachsen sind 5 bis 7 mm lang, die Blütenstiele sind 6 bis 7 mm lang. Die glockenförmige Blütenröhre ist 2 mm lang. Die 2,5 mm langen Kronlappen sind dreieckig-lanzettlich und auf der Innenseite kielförmig. Die 2 mm langen verkehrt eiförmigen Kronblätter sind gestutzt und ausgebuchtet am Apex und nagelförmig an der Basis. Der Habitus der Früchte ist unbekannt.

## Vorkommen und Lebensraum
Der einzige Fundort von Auerodendron pauciflorum ist der Guajataca State Forest in der Nähe von Quebradillas auf Puerto Rico. Die Art wächst auf Kalksteinböden.

## Status
Auerodendron pauciflorum ist nur von einer Population bekannt, die aus zehn Exemplaren besteht. Der größte Teil des Landes, auf dem die Art vorkommt, gehört einer Entwicklungsgesellschaft. Gefährdungsursachen sind die schlechte Reproduktionsrate sowie die touristische Erschließung der Region. Keimlinge wurden nie gefunden, jedoch gibt es Anstrengungen, die Pflanze aus Gewebekulturen heranzuziehen.